# Liste von Dorfkirchen in Brandenburg

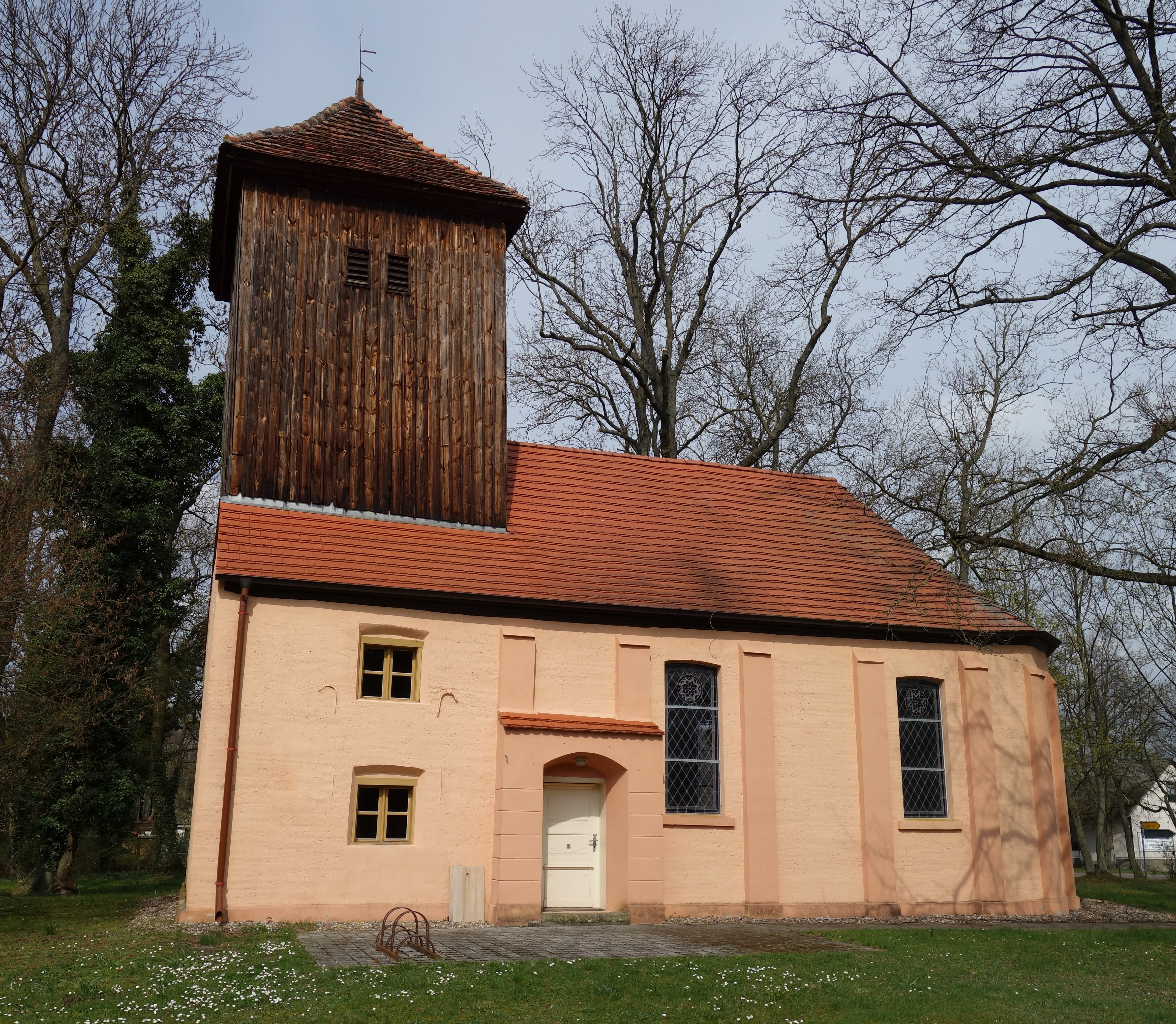
Dorfkirche Bantikow

In der Liste der Dorfkirchen in Brandenburg werden die bisher bei Wikipedia beschriebenen brandenburgischen Dorfkirchen aufgeführt. Zum Begriff Dorfkirche siehe den Artikel Dorfkirche.
Im Bundesland Brandenburg sind etwa 850 Dorfkirchen nachzuweisen, die entweder offensichtlich oder nachweisbar mittelalterlichen Ursprungs sind. Ein Fünftel von ihnen stehen in der Uckermark (190) sowie in der Niederlausitz, auf dem Barnim und in der Prignitz (je gut 100). Zu den 850 kommen noch mehrere Hundert dörfliche Kirchen, die erst nach dem Mittelalter, oft in der 2. Hälfte des 19. Jahrhunderts und dann aus unverputztem Backstein, entstanden sind. Dass auch bei ihnen ein mittelalterlicher Ursprung nicht völlig ausgeschlossen werden kann, zeigt das Beispiel der bis dahin völlig unbekannten Feldstein-Apsiskirche aus dem 13. Jahrhundert, die bei der archäologischen Abräumung des Dorfs Diepensee für die Flughafenweiterung Schönefeld entdeckt wurde.

## Einzelbeschreibungen
- Dorfkirche Allmosen
- Dorfkirche Altfriedland
- Dorfkirche Altglietzen
- Dorfkirche Altlüdersdorf
- Dorfkirche Alt Ruppin
- Dorfkirche Altthymen
- Dorfkirche Altwustrow
- Dorfkirche Atterwasch
- Dorfkirche Babben
- Dorfkirche Bagow
- Dorfkirche Baitz
- Dorfkirche Bandelow
- Dorfkirche Bantikow
- Dorfkirche Bardenitz
- Dorfkirche Barsdorf
- Dorfkirche Basdorf
- Dorfkirche Berge (Nauen)
- Dorfkirche Berkholz
- Dorfkirche Berkholz (bei Schwedt)
- Dorfkirche Bergholz (Bad Belzig)
- Dorfkirche Bergsdorf
- Dorfkirche Berlitt
- Dorfkirche Bertikow
- Dorfkirche „St. Nicolai Andreas“ Biegen
- Dorfkirche Biesenbrow
- Dorfkirche Bietikow
- Dorfkirche Birkholz (Bernau)
- Dorfkirche Bischdorf (Lübbenau)
- Dorfkirche Blankensee (Trebbin)
- Dorfkirche Blumberg (Ahrensfelde)
- Dorfkirche Blumberg (Casekow)
- Dorfkirche Blumenow
- Dorfkirche Bollersdorf
- Dorfkirche Borgsdorf
- Dorfkirche Börnicke (Bernau)
- Dorfkirche Börnicke (Nauen)
- Dorfkirche Borne
- Dorfkirche Braunsberg
- Dorfkirche Bresch
- Dorfkirche Briesen (Spreewald)
- Dorfkirche Briest (Schwedt/Oder)
- Dorfkirche Brodowin
- Dorfkirche Brunn
- Dorfkirche Brunne
- Dorfkirche Buberow
- Dorfkirche Buckow (Dahme/Mark)
- Dorfkirche Buckow (Nennhausen)
- Dorfkirche Bützer
- Dorfkirche Cahnsdorf
- Dorfkirche Casel
- Dorfkirche Chorin
- Dorfkirche Dahnsdorf
- Dorfkirche Dahmsdorf (Reichenwalde)
- Dorfkirche Damsdorf
- Dorfkirche Dallmin
- Dorfkirche Danewitz
- Dorfkirche Dauer
- Dorfkirche Dechtow
- Dorfkirche Dedelow
- Dorfkirche Deetz (Groß Kreutz)
- Dorfkirche Demerthin
- Dorfkirche Demnitz
- Dorfkirche Dennewitz
- Dorfkirche Deutsch Wusterhausen
- Dorfkirche Dissen
- Dorfkirche Dobberzin
- Dorfkirche Dollenchen
- Dorfkirche Dörrwalde
- Dorfkirche Dossow
- Dorfkirche Drachhausen
- Dorfkirche Duben
- Dorfkirche Dubro
- Dorfkirche Eichstädt (Oberkrämer)
- Dorfkirche Eichwalde
- Dorfkirche Eichwege
- Dorfkirche Eulo
- Dorfkirche Falkenhagen
- Dorfkirche Falkenwalde
- Dorfkirche Falkenthal
- Dorfkirche Fehrow
- Dorfkirche Felchow
- Dorfkirche Fergitz
- Dorfkirche Fermerswalde
- Dorfkirche Flemsdorf
- Dorfkirche Fohrde
- Dorfkirche Frauenhagen
- Dorfkirche Fredersdorf
- Dorfkirche Freiwalde
- Dorfkirche Fretzdorf
- Dorfkirche Friedersdorf (Vierlinden)
- Dorfkirche Gadow
- Dorfkirche Gahlen
- Dorfkirche Garlitz
- Dorfkirche Garz (Temnitztal)
- Dorfkirche Garzin
- Dorfkirche Gerswalde
- Dorfkirche Glienicke/Nordbahn
- Dorfkirche Göllnitz
- Dorfkirche Golm (Uckermark)
- Dorfkirche Golzow (Barnim)
- Dorfkirche Göritz
- Dorfkirche Görlsdorf (Luckau)
- Dorfkirche Görlsdorf (Vierlinden)
- Dorfkirche Grabow (Mühlenfließ)
- Dorfkirche Graustein
- Dorfkirche Gräbendorf
- Dorfkirche Gräningen
- Dorfkirche Greifenhain (Drebkau)
- Dorfkirche Groß Bademeusel
- Dorfkirche Groß Döbbern
- Dorfkirche Groß Fredenwalde
- Dorfkirche Groß Kölzig
- Dorfkirche Großkoschen
- Dorfkirche Groß Leine
- Dorfkirche Groß Leppin
- Dorfkirche Groß Leuthen
- Dorfkirche Groß Lindow
- Dorfkirche Groß Lüben
- Dorfkirche Groß Luja
- Dorfkirche Groß Mehßow
- Dorfkirche Groß Oßnig
- Dorfkirche Groß Schacksdorf
- Dorfkirche Groß Schönebeck
- Dorfkirche Groß Welle
- Dorfkirche Großwoltersdorf
- Dorfkirche Großziethen
- Dorfkirche Grubo
- Dorfkirche Grunow
- Dorfkirche Grünow
- Dorfkirche Grüntal (Barnim)
- Dorfkirche Grütz
- Dorfkirche Gulben
- Dorfkirche Gutengermendorf
- Dorfkirche Güterfelde
- Dorfkirche Haage
- Dorfkirche Hänchen
- Dorfkirche Halenbeck (Prignitz)
- Dorfkirche Hardenbeck
- Dorfkirche Haseloff
- Dorfkirche Heckelberg
- Dorfkirche Heinersbrück
- Dorfkirche Herzberg (Mark)
- Dorfkirche Herzfelde (Templin)
- Dorfkirche Hetzdorf
- Dorfkirche Hindenberg
- Dorfkirche Hindenburg (Templin)
- Dorfkirche Hirschfelde (Barnim)
- Dorfkirche Hohenfinow
- Dorfkirche Hohengüstow
- Dorfkirche Hohenkuhnsdorf
- Dorfkirche Hohenlandin
- Dorfkirche Hohenleipisch
- Dorfkirche Hohen Neuendorf
- Dorfkirche Holzhausen (Kyritz)
- Dorfkirche Hönow
- Dorfkirche Horno (Forst (Lausitz))
- Dorfkirche Hornow
- Dorfkirche Hosena
- Dorfkirche Ihlow (Oberbarnim)
- Dorfkirche Illmersdorf (Drebkau)
- Dorfkirche Illmersdorf (Ihlow)
- Dorfkirche Jagow
- Dorfkirche Jakobshagen
- Dorfkirche Jamikow
- Dorfkirche Jänschwalde
- Dorfkirche Jeserig (Groß Kreutz)
- Dorfkirche Jeserig (Fläming)
- Dorfkirche Jeserig (Mühlenfließ)
- Dorfkirche Jeßnigk
- Dorfkirche Kaakstedt
- Dorfkirche Kantow
- Dorfkirche Kehrberg
- Dorfkirche Kerzlin
- Dorfkirche Ketzür
- Dorfkirche Klaushagen
- Dorfkirche Klein Döbbern
- Dorfkirche Klein Haßlow
- Dorfkirche Klein Muckrow
- Dorfkirche Klein-Mutz
- Dorfkirche Kleinmachnow
- Dorfkirche Kleptow
- Dorfkirche Kletzke
- Dorfkirche Klobbicke
- Dorfkirche Klockow (Schönfeld)
- Dorfkirche Knoblauch
- Dorfkirche Kolkwitz (Brandenburg)
- Dorfkirche Königshorst
- Dorfkirche Komptendorf
- Dorfkirche Kröchlendorff
- Dorfkirche Krausnick
- Dorfkirche Kreuzbruch
- Dorfkirche Küdow
- Dorfkirche Kuhlowitz
- Dorfkirche Kuhz
- Dorfkirche Kunow
- Dorfkirche Laasow
- Dorfkirche Ladeburg
- Dorfkirche Läsikow
- Dorfkirche Langen
- Dorfkirche Langengrassau
- Dorfkirche Laubst
- Dorfkirche Lebusa
- Dorfkirche Leeskow
- Dorfkirche Leibchel
- Dorfkirche Leuthen
- Dorfkirche Lichtenberg (Neuruppin)
- Dorfkirche Lichterfelde (Barnim)
- Dorfkirche Liepe (Barnim)
- Dorfkirche Lindenberg (Ahrensfelde)
- Dorfkirche Lipten
- Dorfkirche Lobbese
- Dorfkirche Löhme
- Dorfkirche Lübbenow
- Dorfkirche Lübnitz
- Dorfkirche Lüchfeld
- Dorfkirche Lüsse
- Dorfkirche Lützlow
- Dorfkirche Lubolz
- Dorfkirche Lugau
- Dorfkirche Markau
- Dorfkirche Massen
- Dorfkirche Marxdorf
- Dorfkirche Mehrow
- Dorfkirche Meichow
- Dorfkirche Menkin
- Dorfkirche Menz
- Dorfkirche Meseberg (Gransee)
- Dorfkirche Michendorf
- Dorfkirche Miersdorf
- Dorfkirche Milow (Uckerland)
- Dorfkirche Mittweide
- Dorfkirche Möbiskruge
- Dorfkirche Mödlich
- Dorfkirche Mörz
- Dorfkirche Mühlenbeck
- Dorfkirche Mürow
- Dorfkirche Naundorf (Forst (Lausitz))
- Dorfkirche Neschholz
- Dorfkirche Netzow
- Dorfkirche Neuendorf (Fläming)
- Dorfkirche Neuenhagen bei Berlin
- Dorfkirche Neuenhagen in der Neumark
- Dorfkirche Niederlandin
- Kirche Niederlehme
- Dorfkirche Niederwerbig
- Dorfkirche Niendorf (Ihlow)
- Dorfkirche Nechlin
- Dorfkirche Neu Hartmannsdorf
- Dorfkirche Neu Schadow
- Dorfkirche Neu Zauche
- Dorfkirche Nieder Neuendorf
- Dorfkirche Noßdorf
- Dorfkirche Nudow
- Dorfkirche Ogrosen
- Dorfkirche Päwesin
- Dorfkirche Papitz
- Dorfkirche Paretz
- Dorfkirche Passow (Schwedt/Oder)
- Dorfkirche Pausin
- Dorfkirche Pechüle
- Dorfkirche Pernitz (Golzow)
- Dorfkirche Pessin
- Dorfkirche Petersdorf
- Dorfkapelle Philippsthal
- Dorfkirche Pinnow (bei Angermünde)
- Dorfkirche Pinnow (Hohen Neuendorf)
- Dorfkirche Pinnow (Schenkendöbern)
- Dorfkirche Plänitz
- Dorfkirche Plessow
- Dorfkirche Porep
- Dorfkirche Preddöhl
- Dorfkirche Preußnitz
- Dorfkirche Prießen
- Dorfkirche Pritzen
- Dorfkirche Pritzhagen
- Dorfkirche Protzen
- Dorfkirche Quitzow
- Dorfkirche Raben
- Dorfkirche Radensleben
- Dorfkirche Radewege
- Dorfkirche Reckahn
- Dorfkirche Reetz (Prignitz)
- Dorfkirche Reetz (Wiesenburg)
- Dorfkirche Reichenow
- Dorfkirche Reichenwalde
- Dorfkirche Reicherskreuz
- Dorfkirche Reitwein
- Dorfkirche Reudnitz
- Dorfkirche Ribbeck (Nauen)
- Dorfkirche Riedebeck
- Dorfkirche Riewend
- Dorfkirche Ringenwalde (Märkische Höhe)
- Dorfkirche Rohrbeck (Niedergörsdorf)
- Dorfkirche Rohrlack
- Dorfkirche Rönnebeck
- Dorfkirche Röpersdorf
- Dorfkirche Rosow
- Dorfkirche Rossow (Dosse)
- Dorfkirche Rüdnitz
- Dorfkirche Saaringen
- Dorfkirche Sachsendorf (Lindendorf)
- Dorfkirche Schlepkow
- Dorfkirche Schlepzig
- Dorfkirche Schmachtenhagen
- Dorfkirche Schmargendorf (Angermünde)
- Dorfkirche Schmölln (Randowtal)
- Dorfkirche Schönborn (Niederlausitz)
- Dorfkirche Schöneberg (Uckermark)
- Dorfkirche Schönermark (Nordwestuckermark)
- Dorfkirche Schönermark (Schwedt/Oder)
- Dorfkirche Schönfeld (Uckermark)
- Dorfkirche Schönwalde-Glien
- Dorfkirche Schulzendorf (Sonnenberg)
- Dorfkirche Schwanebeck (Bad Belzig)
- Dorfkirche Schwanebeck (Panketal)
- Dorfkirche Schwaneberg
- Dorfkirche Schwante
- Dorfkirche Seeberg
- Dorfkirche Seedorf
- Dorfkirche Seefeld (Werneuchen)
- Dorfkirche Segeletz
- Dorfkirche Sembten
- Dorfkirche Serwest
- Dorfkirche Sieversdorf
- Dorfkirche Söllenthin
- Dorfkirche Spaatz
- Dorfkirche Sperenberg
- Dorfkirche Stechau
- Dorfkirche Steckelsdorf
- Dorfkirche Stegelitz
- Dorfkirche Steinbeck (Höhenland)
- Dorfkirche Steinfurth
- Dorfkirche Stolpe (bei Berlin)
- Dorfkirche Storkow (Templin)
- Dorfkirche Stolzenhain
- Dorfkirche Straupitz
- Dorfkirche Stücken
- Dorfkirche Tarmow
- Dorfkirche Tauer
- Dorfkirche Terpt
- Dorfkirche Thomsdorf
- Dorfkirche Tornow (Eberswalde)
- Dorfkirche Tornow (Göritz)
- Dorfkirche Trebatsch
- Dorfkirche Trebenow
- Dorfkirche Trebus
- Dorfkirche Tremmen
- Dorfkirche Tuchen
- Dorfkirche Uenze
- Dorfkirche Vehlefanz
- Dorfkirche Vehlin
- Dorfkirche Vehlow
- Doppelkirche Vetschau
- Dorfkirche Vichel
- Dorfkirche Vielitz
- Dorfkirche Vietmannsdorf
- Dorfkirche Wagenitz
- Dorfkirche Walchow
- Dorfkirche Waltersdorf (Heideblick)
- Dorfkirche Wartin
- Dorfkirche Wassersuppe
- Dorfkirche Weesow
- Dorfkirche Welzow
- Dorfkirche Wensickendorf
- Dorfkirche Werbellin
- Dorfkirche Werbelow
- Dorfkirche Wildenau
- Dorfkirche Wildenbruch
- Dorfkirche Wilhelmsdorf (Brandenburg an der Havel)
- Dorfkirche Willmersdorf (Werneuchen)
- Dorfkirche Wilsickow
- Dorfkirche Woddow
- Dorfkirche Wollenberg (Höhenland)
- Dorfkirche Wustrau
- Dorfkirche Wutike
- Dorfkirche Zabelsdorf
- Dorfkirche Zeckerin
- Dorfkirche Zerkwitz
- Dorfkirche Zernitz
- Dorfkirche Zichow
- Dorfkirche Ziemkendorf
- Dorfkirche Zinndorf
- Dorfkirche Zixdorf
- Dorfkirche Zollchow (Milower Land)
- Dorfkirche Zollchow (Nordwestuckermark)
- Dorfkirche Zützen (Golßen)
- Dorfkirche Zützen (Schwedt)

## Listen
- Liste der Feldsteinkirchen im Fläming
- Liste von Kirchengebäuden im Landkreis Barnim
- Liste von Kirchengebäuden in Brandenburg an der Havel
- Liste von Sakralbauten in Cottbus
- Liste von Kirchengebäuden im Landkreis Elbe-Elster
- Liste von Kirchengebäuden im Landkreis Havelland
- Liste von Kirchengebäuden im Landkreis Märkisch-Oderland
- Liste von Kirchengebäuden im Landkreis Oder-Spree
- Liste von Kirchengebäuden im Landkreis Oberhavel
- Liste von Kirchengebäuden im Landkreis Ostprignitz-Ruppin
- Liste von Kirchengebäuden in Potsdam
- Liste von Kirchengebäuden im Landkreis Prignitz
- Liste von Kirchengebäuden im Landkreis Uckermark